# تکفن
تکفن (به ترکی استانبولی: Tekfen) شرکت خوشه‌ای ترکیه‌ای است، که در زمینه ساخت‌وساز املاک و مستغلات، نیروگاه‌ها، کارخانجات صنعتی، فرودگاه‌ها و زیرساخت‌های شهری، صنایع کشاورزی و ارائه خدمات مالی فعالیت می‌کند.
شرکت تکفن در سال ۱۹۵۶ توسط فیاض برکر تأسیس شد و در حال حاضر دارای عملیات در کشورهای مستقل همسود، خاورمیانه، آفریقای شمالی و اروپا می‌باشد.
دفتر مرکزی این شرکت در شهر استانبول، ترکیه قرار دارد و بخشی از سهام آن در بازار بورس استانبول معامله می‌شود.